# Léon Dombre
 (août 2009).
Si vous disposez d'ouvrages ou d'articles de référence ou si vous connaissez des sites web de qualité traitant du thème abordé ici, merci de compléter l'article en donnant les références utiles à sa vérifiabilité et en les liant à la section « Notes et références ».
Pour les articles homonymes, voir Dombre.
Léon Dombre (Charles Léon Dombre) est un ingénieur et notable français né le 25 octobre 1804 à Nîmes et mort dans cette ville le 21 janvier 1886.

## Biographie
Léon Dombre fut conseiller municipal de Nîmes et concourut à l’élection de maire de la ville. En 1852, battu par Ferdinand Soustelle, il est candidat malheureux comme conseiller de l'arrondissement de Nîmes pour le canton de Nîmes-1.
Polytechnicien, ingénieur des Ponts et Chaussées, il était un important ingénieur hydraulicien. Il a ainsi dirigé l’utile exploration du Pont du Gard et de l’ensemble de l’aqueduc romain à partir de 1846, qui précéda son importante restauration sous Napoléon III.
Ses études ont également permis d’établir que le prétendu reculement de la mer Méditerranée à Aigues-Mortes depuis le roi Saint Louis n’est pas fondé. Il a largement développé l’étude de l’hydrographie du Gard.
Il fut le Président de la Chambre de Commerce et d'Industrie de Nîmes et d'Uzès.
Léon Dombre est le fils de David Dombre, le frère de l’ingénieur Charles Célestin Dombre et le père de l’ingénieur Tony Dombre.